# F. Jay Nimtz

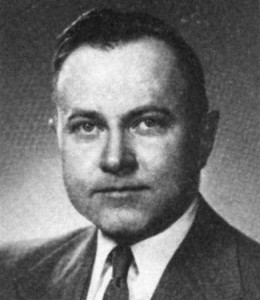
F. Jay Nimtz

Floyd Jay Nimtz (* 1. Dezember 1915 in South Bend, Indiana; † 6. Dezember 1990 ebenda) war ein US-amerikanischer Politiker. Zwischen 1957 und 1959 vertrat er den Bundesstaat Indiana im US-Repräsentantenhaus.

## Werdegang
Jay Nimtz besuchte die öffentlichen Schulen seiner Heimat und studierte danach bis 1938 an der Indiana University. Nach einem anschließenden Jurastudium an derselben Universität und seiner im Jahr 1940 erfolgten Zulassung als Rechtsanwalt begann er in South Bend in diesem Beruf zu arbeiten. Während des Zweiten Weltkrieges diente Nimtz in der US Army, in der er bis zum Oberstleutnant aufstieg. Dabei war er in Europa eingesetzt. Später war er Oberst in der Army-Reserve. Im Jahr 1958 war Nimtz stellvertretender Vorsitzender der Lincoln Sesquicentennial Commission. Außerdem gehörte er dem Wohlfahrtsausschuss im St. Joseph County an.
Politisch war Nimtz Mitglied der Republikanischen Partei. Bei den Kongresswahlen des Jahres 1956 wurde er im dritten Wahlbezirk von Indiana in das US-Repräsentantenhaus in Washington, D.C. gewählt, wo er am 3. Januar 1957 die Nachfolge von Shepard J. Crumpacker antrat. Da er im Jahr 1958 nicht bestätigt wurde, konnte er bis zum 3. Januar 1959 nur eine Legislaturperiode im Kongress absolvieren. Nach seinem Ausscheiden aus dem US-Repräsentantenhaus praktizierte er wieder als Anwalt. Im Jahr 1960 bewarb er sich erfolglos um die Rückkehr in den Kongress.
Zwischen 1979 und 1986 gehörte Jay Nimtz dem Luftverschmutzungskontrollausschuss von Indiana an. Von 1981 bis 1986 war er auch Mitglied im Umweltschutzausschuss seines Staates. Von 1974 bis zu seinem Tod leitete er die Weiterentwicklungskommission seiner Heimatstadt South Bend. Dort ist er am 6. Dezember 1990 auch verstorben.